# Vision Thing
Vision Thing – trzeci i ostatni jak dotychczas studyjny album zespołu The Sisters of Mercy, został wydany w 1990, przez własne wydawnictwo zespołu Merciful Release (dystrybucja wraz z East West Records).
Album został ponownie w całości stworzony przez kompozytora i wokalistę Andrew Eldritcha, tym razem w swoim zamyśle, skierowany jako atak na politykę Stanów Zjednoczonych USA (tytuł pochodzi z cytatu byłego prezydenta George’a H.W. Busha). W swoim stylu muzycznym, ponownie odbiega całkowicie od wcześniejszych dokonań zespołu The Sisters of Mercy i jest oparty na ostrych riffach gitarowych i schematycznym rytmie automatu perkusyjnego (zwanego Dr. Avalanche).
Andrew Eldritch opisał swoimi słowami ten album jako "doskonały" albo "dokładny" ('a fine album') . Pomimo to ten album spotkał się z mieszanymi opiniami i tak według All Music Guide album został oceniony na zaledwie dwie gwiazdki. Dla odmiany Magazyn Q umieścił ten album wśród "50 najlepszych albumów roku 1990'. Większość utworów które zostały wydane na krążku to pierwotne nagrania demo, gdyż Eldritch był niezadowolony z finalnych miksów utworów i postanowił powrócić do korzeni.

## Lista utworów
Wszystkie utwory autorstwa Andrew Eldritcha, jeżeli nie napisano inaczej.

Wszystkie utwory wyprodukowane przez Eldritcha, oprócz "More" produkcja Jim Steinman i Eldritch.
1. "Vision Thing" – 4:35
2. "Ribbons" – 5:28
3. "Detonation Boulevard" (Eldritch/Bruhn) – 3:49
4. "Something Fast" – 4:37
5. "When You Don't See Me" (Eldritch/Bruhn) – 4:45
6. "Doctor Jeep" (Eldritch/Bruhn) – 4:41
7. "More" (Eldritch/Steinman) – 8:22
8. "I Was Wrong" – 6:03

### Wznowienie z 2006
Tak jak wcześniejsze wydawnictwa zespołu, Vision Thing został wznowiony w Listopadzie 2006 roku wraz z utworami bonusowymi które wymieniono poniżej:
1. "You Could Be The One" - 4:01
2. "When You Don't See Me (remix)" - 4:43
3. "Doctor Jeep (extended version)" - 8:59
4. "Ribbons (live)" - 4:25
5. "Something Fast (live)" - 3:02

## Skład zespołu
- Doktor Avalanche (automat perkusyjny) – perkusja
- Tim Bricheno – gitara
- Andreas Bruhn – gitara
- Andrew Eldritch – śpiew, gitara
- Tony James – gitara basowa

Gościnnie
- John Perry – gitara
- Maggie Reilly – śpiew